# Zanzibári labdarúgó-szövetség
A zanzibári labdarúgó-szövetség (rövidítve: ZFA) Zanzibár szigetének labdarúgó-szövetsége. A szervezetet 1926-ban alapították, 2004-óta társult tagja az Afrikai Labdarúgó-szövetségnek, viszont nem tagja a Nemzetközi Labdarúgó-szövetségnek. A szövetség szervezi a Zanzibári labdarúgó-bajnokságot. Működteti a férfi valamint a női labdarúgó-válogatottat.